# Dubai Tennis Championships 2010 - Qualificazioni singolare maschile
Le qualificazioni del singolare maschile del Dubai Tennis Championships 2010 sono state un torneo di tennis preliminare per accedere alla fase finale della manifestazione. I vincitori dell'ultimo turno sono entrati di diritto nel tabellone principale. In caso di ritiro di uno o più giocatori aventi diritto a questi sono subentrati i lucky loser, ossia i giocatori che hanno perso nell'ultimo turno ma che avevano una classifica più alta rispetto agli altri partecipanti che avevano comunque perso nel turno finale.
Le qualificazioni del Dubai Tennis Championships  2010 prevedevano 16 partecipanti di cui 4 sono entrati nel tabellone principale.

## Teste di serie
1. Igor' Kunicyn (Qualificato)
2. Dušan Vemić (primo turno)
3. Björn Phau (Qualificato)
4. Stefan Koubek (Qualificato)

1. Lukáš Dlouhý (primo turno)
2. Jan Hernych (ultimo turno)
3. Somdev Devvarman (Qualificato)
4. Ivan Serheev (ultimo turno)

## Qualificati
1. Igor' Kunicyn
2. Somdev Devvarman

1. Björn Phau
2. Stefan Koubek

## Tabellone

### Legenda
| - Q = Qualificato - WC = Wild card - LL = Lucky loser | - ALT = Alternate - SE = Special Exempt - PR = Protected Ranking | - w/o = Walkover - r = Ritirato - d = Squalificato |

### Sezione 1
|  | Primo turno | Primo turno     | Primo turno     | Primo turno | Primo turno |  |  | Ultimo turno | Ultimo turno  | Ultimo turno  | Ultimo turno | Ultimo turno |  |
|  |             |                 |                 |             |             |  |  |              |               |               |              |              |  |
|  | 1           | Igor' Kunicyn   | Igor' Kunicyn   | 6           | 6           |  |  |              |               |               |              |              |  |
|  |             | M-N Al Baloushi | M-N Al Baloushi | 2           | 4           |  |  | 1            | Igor' Kunicyn | Igor' Kunicyn | 6            | 6            |  |
|  | 6           | Jan Hernych     | Jan Hernych     | 6           | 6           |  |  | 6            | Jan Hernych   | Jan Hernych   | 4            | 2            |  |
|  |             | Serhij Bubka    | Serhij Bubka    | 4           | 4           |  |  |              |               |               |              |              |  |

### Sezione 2
|  | Primo turno | Primo turno      | Primo turno      | Primo turno | Primo turno |  |  | Ultimo turno | Ultimo turno     | Ultimo turno | Ultimo turno | Ultimo turno |  |
|  |             |                  |                  |             |             |  |  |              |                  |              |              |              |  |
|  |             | Dick Norman      | Dick Norman      | 6           | 7           |  |  |              |                  |              |              |              |  |
|  | 2           | Dušan Vemić      | Dušan Vemić      | 3           | 6           |  |  |              | Dick Norman      | 6            | 6(1)         | 1            |  |
|  | 7           | Somdev Devvarman | Somdev Devvarman | 6           | 6           |  |  | 7            | Somdev Devvarman | 3            | 7            | 6            |  |
|  |             | Abdullah Maqdas  | Abdullah Maqdas  | 2           | 2           |  |  |              |                  |              |              |              |  |

### Sezione 3
|  | Primo turno | Primo turno   | Primo turno   | Primo turno  | Primo turno |  |  | Ultimo turno | Ultimo turno | Ultimo turno | Ultimo turno | Ultimo turno |  |
|  |             |               |               |              |             |  |  |              |              |              |              |              |  |
|  | 3           | Björn Phau    | Björn Phau    | 6            | 6           |  |  |              |              |              |              |              |  |
|  |             | Brendan Evans | Brendan Evans | 1            | 4           |  |  | 3            | Björn Phau   | Björn Phau   | 7            | 6            |  |
|  | 8           | Ivan Serheev  | Ivan Serheev  | Ivan Serheev | W-O         |  |  | 8            | Ivan Serheev | Ivan Serheev | 68           | 4            |  |
|  |             | S De Chaunac  |               |              |             |  |  |              |              |              |              |              |  |

### Sezione 4
|  | Primo turno | Primo turno    | Primo turno    | Primo turno | Primo turno |  |  | Ultimo turno | Ultimo turno  | Ultimo turno | Ultimo turno | Ultimo turno |  |
|  |             |                |                |             |             |  |  |              |               |              |              |              |  |
|  | 4           | Stefan Koubek  | Stefan Koubek  | 5           | 7           |  |  |              |               |              |              |              |  |
|  |             | Michael Lammer | Michael Lammer | 7           | 5r          |  |  | 4            | Stefan Koubek | 5            | 6            | 7            |  |
|  |             | Lukáš Dlouhý   | 3              | 7           | 6           |  |  |              | Lukáš Dlouhý  | 7            | 2            | 63           |  |
|  | 5           | Marsel İlhan   | 6              | 65          | 3           |  |  |              |               |              |              |              |  |